# Luxempart
Luxempart S.A. és una empresa financera que té la seu principal a Leudelange, al sud-oest de Luxemburg, està molt present a Bèlgica i el seu mercat local és el de Luxemburg. És una empresa que cotitza a la Borsa de Luxemburg, i és una de les deu principals empreses del LuxX Index.
A més de l'invertir, Luxempart controla participacions en altres vehicles d'inversió: té un 71,0% de participació a Audiolux, especialitzada en mitjans de comunicació; i un 51,0% de participació a Luxempart-Energie, que se centra en inversions energètiques. A més, Luxempart té un 50% de participació a Indufin.